# Piper sphaerocarpum
Piper sphaerocarpum är en pepparväxtart som först beskrevs av August Heinrich Rudolf Grisebach, och fick sitt nu gällande namn av C.Dc. och Charles Wright. Piper sphaerocarpum ingår i släktet Piper och familjen pepparväxter. Inga underarter finns listade i Catalogue of Life.